# The next Rembrandt

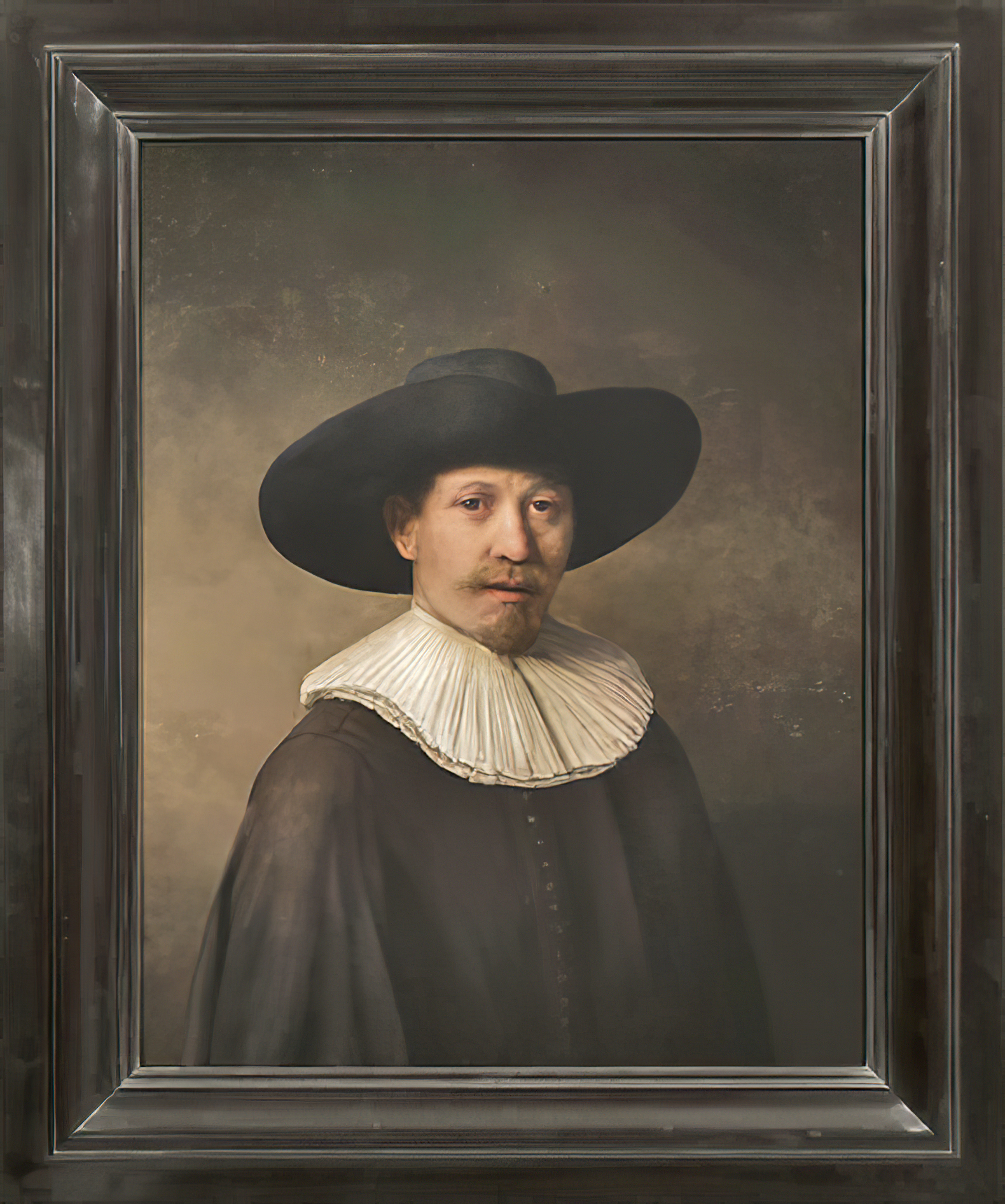
„The next Rembrandt“

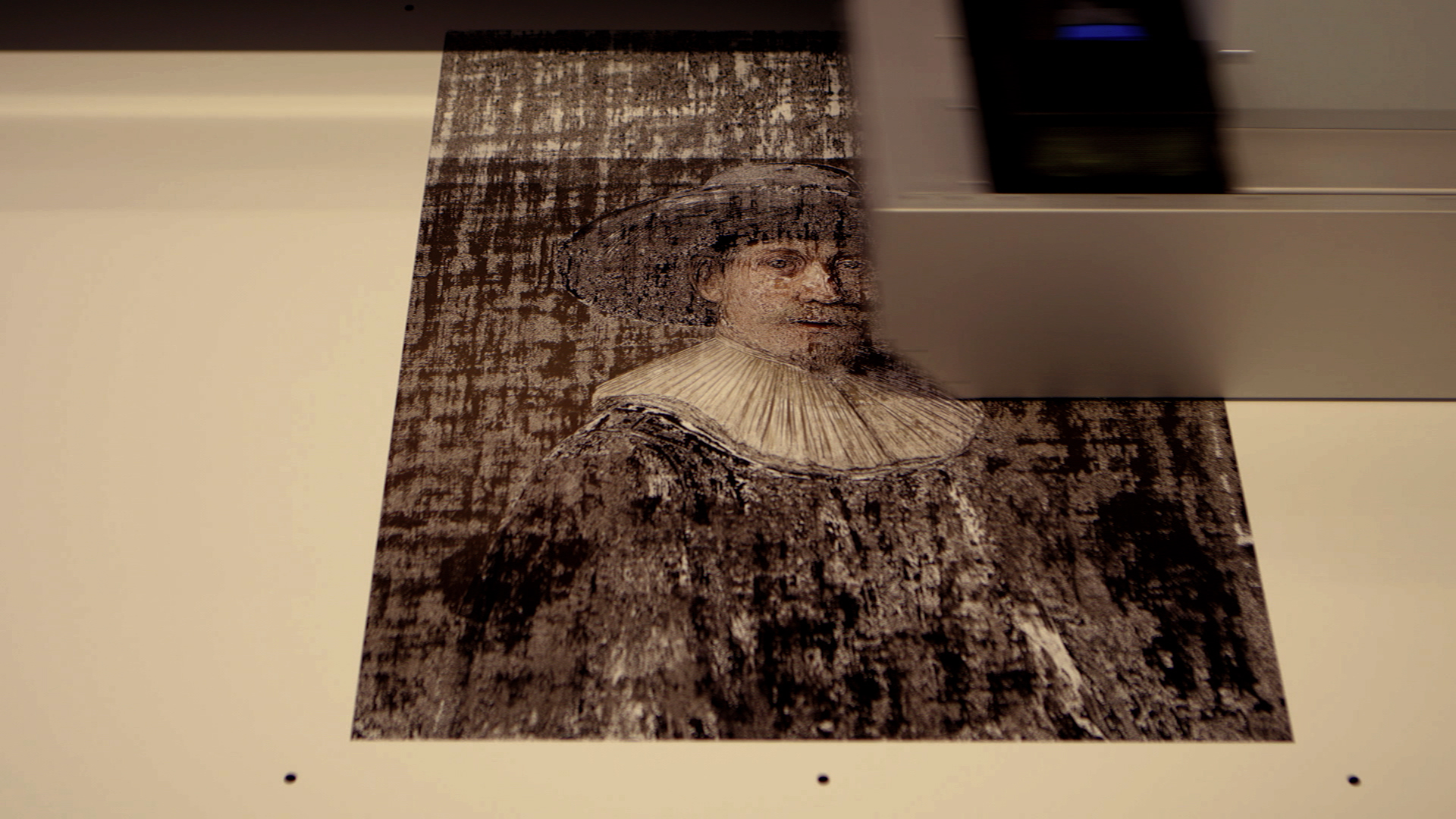
Das Bild während des Herstellungsprozesses

The next Rembrandt ist ein mit künstlicher Intelligenz (KI) geschaffenes „Gemälde“, das 2016 im Rahmen eines Projekts hergestellt wurde.

## Projekt
Das Bild entstand in einer Kooperation von Microsoft, der Technischen Universität Delft, des Mauritshuis in Den Haag und dem Amsterdamer Museum Het Rembrandthuis. Diese Einrichtungen arbeiteten im Auftrag der Werbeagentur J. Walter Thompson (Amsterdam) zusammen, die das Projekt als Werbemaßnahme für den niederländischen Finanzkonzern ING Groep konzipiert hatte.
346 Rembrandt zugeschriebene Gemälde lagen als Ausgangsmaterial zugrunde. 67 % sind Porträts, die vor allem zwischen 1630 und 1640 entstanden. Inhaltlich sind die größte Gruppe nach rechts blickende Männer mit weißer Hautfarbe im Alter zwischen 30 und 40 Jahren mit Bart, Hut und gestärkten, weißen Kragen. Aufnahmen dieser Werke wurden mit KI in 168.263 Bildfragmente zerlegt, 150 Gigabit Grafikdateien, und daraus ein neues Porträt mit 148 Mio. Pixeln zusammengesetzt. Das Team analysierte die Gesichtspartien der Bilder einzeln (Augen, Münder, Nasen etc.). Ein Algorithmus untersuchte die geometrische Anordnung der Gesichtspartien zueinander und berechnete die Abstände.
Die KI analysierte auch die in den Originalen verwendeten Farbschichten. Um diese Farbschichten und den ebenfalls zuvor analysierten, von Rembrandt in den 1630er Jahren verwendeten Pinselstrich zu simulieren, wurde das Bild mit UV-reaktiver Tinte in 13 Durchgängen von einem 3D-Drucker auf eine Kunststoffunterlage gedruckt. Der optische Eindruck ist der eines mit Öl auf Leinwand gemalten Bildes. Wie bei Rembrandts Originalen weist es Unebenheiten in seiner Oberfläche auf. Von Kennern gab es allerdings Kritik, dass bestimmte Details von den Vorlagen abweichen.
Das Projekt nahm 18 Monate in Anspruch und das Bild wurde am 5. April 2016 der Öffentlichkeit vorgestellt. Es gehört heute zur Sammlung Wunderman Thompson. 2024 wird es erstmals in Deutschland in der Sonderausstellung Kunst und Fälschung des Kurpfälzischen Museum Heidelberg gezeigt.